# Heinrich Joseph Hermann Lemp
Heinrich Joseph Hermann Lemp (* 8. August 1862 in Bern; † 31. März 1954 in Ridgewood, New York) war ein schweizerisch-amerikanischer Ingenieur. Er gilt als einer der Väter der dieselelektrischen Kraftübertragung und arbeitete für die Elektro-Pioniere Thomas Edison, Sigmund Bergmann und Elihu Thomson.

## Leben und Wirken
Seine Eltern, Heinrich Lemp und Else, geb. Wälchli, verstarben, als er zwölf Jahre alt war. Er besuchte kurz das Gymnasium Bern und das Technikum Burgdorf.
Während der drei Jahre, die er in Hipps Telegrafenfabrik in Neuenburg arbeitete, besuchte er die Fachschule für Elektromechanik in Neuenburg. Nach Besuch der Pariser Elektrizitätsausstellung im Jahre 1881 wanderte Lemp im folgenden Jahr in die Vereinigten Staaten aus, wo er für Thomas Edison Fabrikationseinrichtungen zur Herstellung der Kohlenfadenlampen entwarf.
Nachdem er 1883/84 die Neuenburger Lehrerin Marie Cusin geheiratet hatte, arbeitete er kurzzeitig bei Sigmund Bergmann in New York und ab 1884 bei der Schuyler Electric Light Company in Hartford (Connecticut). Nachdem diese 1887 an die Thomson-Houston Electric Company übergegangen war, wurde er Mitarbeiter von Elihu Thomson, für den er Schweißstromquelle baute. Lemp wurde Chef der von Thomson 1889 in Lynn (Massachusetts) gegründeten Electric Welding Company. Nachdem diese sechs Jahre später an General Electric verkauft worden war, wurde er Thomsons Forschungsassistent und suchte während der Wirtschaftskrise nach neuen Verdienstmöglichkeiten. Die Kompressorkühlschränke fanden wegen zu schwacher Netze keinen Absatz, für Akkumulatorenwagen fanden sich auch keine Käufer.
Sein Ausglühschweissverfahren zum Bohren von Löchern in Panzerplatten für Kriegsschiffe fand bei der amerikanischen und englischen Marine Anwendung.
Bei Röntgenfilmen brauchte man für kontrastreiche Bilder lange Durchstrahlungszeiten. Mit dem von ihm entwickelten doppelt wirkenden mechanischen Gleichrichter Selector stieg die Strahlstärke so stark, dass die Röntgenröhren schmolzen – bis 1913 Tungsram-Elektroden eingesetzt wurden.
Bei einem Treffen mit Rudolf Diesel 1910 in den USA, klärte dieser ihn über die Traktionsprobleme bei Diesellokomotiven auf. Diese konnten zur damaligen Zeit nicht aus dem Stand heraus Zugkraft entwickeln. Hermann Lemp entwickelte daraufhin bei General Electric eine automatischer Leistungsregelung für elektrische Kraftübertragung, die er 1914 zum Patent anmeldete. Mit seiner Lemp-Steuerung wurde er zu einem der Väter des dieselelektrischen Antriebes. Ab 1923 war er beratend tätig beim Bau dieselelektrischer Lokomotiven bei Erie Steam Shovel und der Ingersoll Rand Company.
Seine Tätigkeiten musste er in den 1940ern wegen zunehmenden Problemen mit den Augen aufgeben und zog zu seiner Tochter nach Ridgewood.

### Die Lemp-Steuerung
Die Steuerung arbeitet weitgehend selbsttätig und besteht aus einem von einem Verbrennungsmotor angetriebenen Generator mit zweifacher Fremderregung (Wendepolwicklung und Gegenverbundwicklung). Dieser ist mit einer auf der gleichen Welle sitzenden Erregermaschine mit Fremderregung (durch Batteriestrom) und Gegenverbundwicklung (durch den Generatorstrom durchflossen) verbunden, welche das Magnetfeld des Generators erregt. Dieses wird bei hohem Motorstrom vermindert und bei niedrigem verstärkt und ist verhältnisgleich umgekehrt zum Motorstrom.
Gesteuert wird auf einfache Weise über eine stufenförmige Veränderung der Verbrennungsmotor-Drehzahl und ein Relais, welches die Erregermaschine beim Erhöhen der Drehzahl aus dem Leerlauf auf Last einschaltet. Diese wird vom selben Relais ab einer bestimmten Drehzahl wieder abschaltet und auf Selbsterregung und Batterieladung umschaltet. Zusätzlich können die Fahrmotore zwischen Serien- und Parallelschaltung umgeschaltet werden. Die Geschwindigkeitsregelung erfolgt selbsttätig aufgrund der eingestellten Drehzahl des Verbrennungsmotors, wodurch eine gute Anpassung an die Zugkräfte ermöglicht wird.
Die von General Electric vertriebene Lemp-Steuerung war lange Zeit die billigste und einfachste Steuerung für elektrische Kraftübertragung. Sie wurde bis in die 1960er Jahre von den von General Motors EMD und ALCO gebauten und lizenzierten Dieselloks und den in den 1920er Jahren von der AEG gebauten benzin- und dieselelektrischen Triebfahrzeugen angewendet. In Europa konnte sie sich jedoch im Gegensatz zu den USA trotz Weiterentwicklung durch die AEG vor dem Zweiten Weltkrieg nicht flächendeckend durchsetzen und stand in Konkurrenz zu der auf dem Ward-Leonard-Prinzip aufbauenden BBC-Steuerung bzw. der später entwickelten BBC Servofeldregelung sowie dem sehr einfach aufgebauten GEBUS-Prinzip. Erst die von Henschel und NOBAB in Lizenz gebauten EMD-Lokomotiven brachten die Steuerung in größerem Stil nach Europa.
Eine Weiterentwicklung stellt die RZM-Steuerung dar, welche die Charakteristik von GEBUS- und Lemp-Steuerung verbindet.

## Anerkennungen
- National Transportation Award
- George-Henderson-Goldmedaille vom Franklin-Institut